# 巴特勒森特 (印地安納州)
巴特勒森特（英語：Butler Center）是位於美國印地安納州迪卡爾布縣的一個非建制地區。該地的面積和人口皆未知。

## 地理
巴特勒森特的座標為41°18′30″N 85°08′12″W / 41.30833°N 85.13667°W，而該地的平均海拔高度為262米（即860英尺）。